# Hans Egedes Sogn (København)
 For alternative betydninger, se Hans Egedes Sogn. (Se også artikler, som begynder med Hans Egedes Sogn)
Hans Egedes Sogn er et sogn i Holmens og Østerbro Provsti (Københavns Stift). Sognet ligger i Københavns Kommune; indtil Kommunalreformen i 1970 lå det i Sokkelund Herred (Københavns Amt). I Hans Egedes Sogn ligger Hans Egedes Kirke.
I Hans Egedes Sogn findes flg. autoriserede stednavne:
- Nordhavn (station)